# Betül Cemre Yıldız
Betül Cemre Yıldız (Adapazarı, 16 de maig de 1989) és una jugadora d'escacs turca que té el títol de Gran Mestre Femení i ha guanyat el campionat de Turquia femení en 13 ocasions, superant així el rècord de Gülümser Öney. Va esdevenir Mestre Internacional Femení el 2004, i va aconseguir el títol de Gran Mestre Femení el 2012, la primera dona del país en assolir-lo.
A la llista d'Elo de la FIDE del desembre de 2021, hi tenia un Elo de 2368 punts, cosa que en feia la jugadora número 2 (femenina) de Turquia (i la número 23 absoluta del país). El seu màxim Elo va ser de 2379 punts, a la llista d'octubre de 2012 (posició 3705 al rànquing mundial).

## Biografia
Va començar a jugar als escacs a l'edat de nou anys, que es va interessar mentre mirava els seus germans més grans que juguen amb el seu pare. Tanmateix, l'ambiciosa noia va ser ignorada pels seus germans. Mentrestant, va assistir a un curs d'escacs de la seva escola sense que la seva família ho sapigués. El seu pare estava en contra que participés en torneigs. Ella, tanmateix, va participar en el seu primer torneig i va guanyar totes les partides i esdevingué campió d'İzmir de la categoria de la seva edat.
Va representar el seu país dos anys més tard a l'Olimpíada d'escacs. Yıldız va esdevenir el 2003 Mestre de la FIDE i el següent any MIF.
Betül Cemre Yıldız va estudiar dret a la Universitat de Dokuz Eylül a Izmir i economia a la Universitat d'Anadolu a Eskişehir per educació de distància. Després de completar els seus estudis, va començar a exercir d'advocada.
Actualment, està compromesa en l'ensenyament dels escacs a nens i nenes a un centre que porta el seu nom a Balçova, İzmir.

## Resultats destacats en competició
Betül Cemre fou dues vegades medallista de bronze mundial en la seva categoria d'edat.
Campiona de Turquia femenina els anys: 2002, 2003, 2004, 2005, 2006, 2009, 2010, 2011, 2013, 2014, 2015 i 2017.

### Participació en olimpíades d'escacs
Cemre ha participat, representant Turquia, en set Olimpíades d'escacs entre els anys 2000 i 2014 (quatre cops com a 1r tauler), amb un resultat de (+28 =23 –24), per un 52,7% de la puntuació. El seu millor resultat el va fer a l'Olimpíada del 2012 en puntuar 9½ d'11 (+8 =3 -0), amb el 86,4% de la puntuació, amb una performance de 2502, i que li significà aconseguir la medalla de bronze individual del segon tauler.